# Zack Piontek
Zack Piontek (Pretoria, 27 de enero de 1991) es un deportista sudafricano que compite en judo. Ganó una medalla de bronce en los Juegos Panafricanos de 2015, y dos medallas de plata en el Campeonato Africano de Judo en los años 2015 y 2016.

## Palmarés internacional
| Juegos Panafricanos | Juegos Panafricanos               | Juegos Panafricanos | Juegos Panafricanos |
| Año                 | Lugar                             | Medalla             | Categoría           |
| ------------------- | --------------------------------- | ------------------- | ------------------- |
| 2015                | Brazzaville (República del Congo) | Medalla de bronce   | –90 kg              |
| Campeonato Africano |                                   |                     |                     |
| Año                 | Lugar                             | Medalla             | Categoría           |
| 2015                | Libreville (Gabón)                | Medalla de plata    | –90 kg              |
| 2016                | Túnez (Túnez)                     | Medalla de plata    | –90 kg              |